# Vampire Prosecutor
Vampire Prosecutor (뱀파이어 검사 - Baempaieo Geomsa) ist eine südkoreanische Fernsehserie mit Yeon Jung-hoon, Lee Won-jong, Lee Young-ah und Kim Joo-young. Die Krimi-Dramaserie erzählt die Geschichte eines Staatsanwalts, der seine Identität als Vampir verbirgt und Verbrechen mit Hilfe seiner Vampirkräfte löst. Die ersten zwölf Episoden  wurden vom 2. Oktober  bis 18. Dezember 2011 auf dem Kabelkanal OCN ausgestrahlt. Eine zweite Staffel wurde im September 2012 ausgestrahlt.

## Handlung
Min Tae-yeon ist nicht der typische Staatsanwalt. Er hat die unheimliche Gabe zu erkennen, wo das Opfer eines Verbrechen starb, und wie es starb. Er erkennt es am Geruch und Geschmack ihres Bluts. Nur wenige wissen, dass Tae-yeon eigentlich ein Vampir ist. Er trinkt das Blut, das auf dem Schwarzmarkt in einigen Bars in Seoul verkauft wird. Zusammen mit dem Detektiv Hwang Soon-bum, Staatsanwältin Yoo Jung-in und  Choi Dong-man löst er Mordfälle. Jedes Mal nutzt er seine Vampirfähigkeiten, um Fälle zu lösen, die unlösbar scheinen. Allerdings findet er nicht die Identität des Vampirs heraus, der ihn vor sieben Jahren zum Vampir gemacht hat. Außerdem wird Jung-in bald misstrauisch gegenüber Tae-yeons fragwürdigen Methoden bei der Lösung von Fällen.

## Besetzung

### Hauptbesetzung

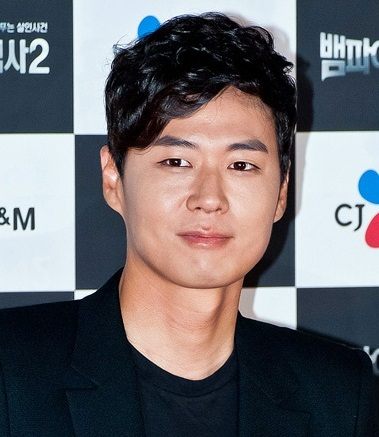
Yeon Jung-hoon (2012) spielt Min Tae-yeon
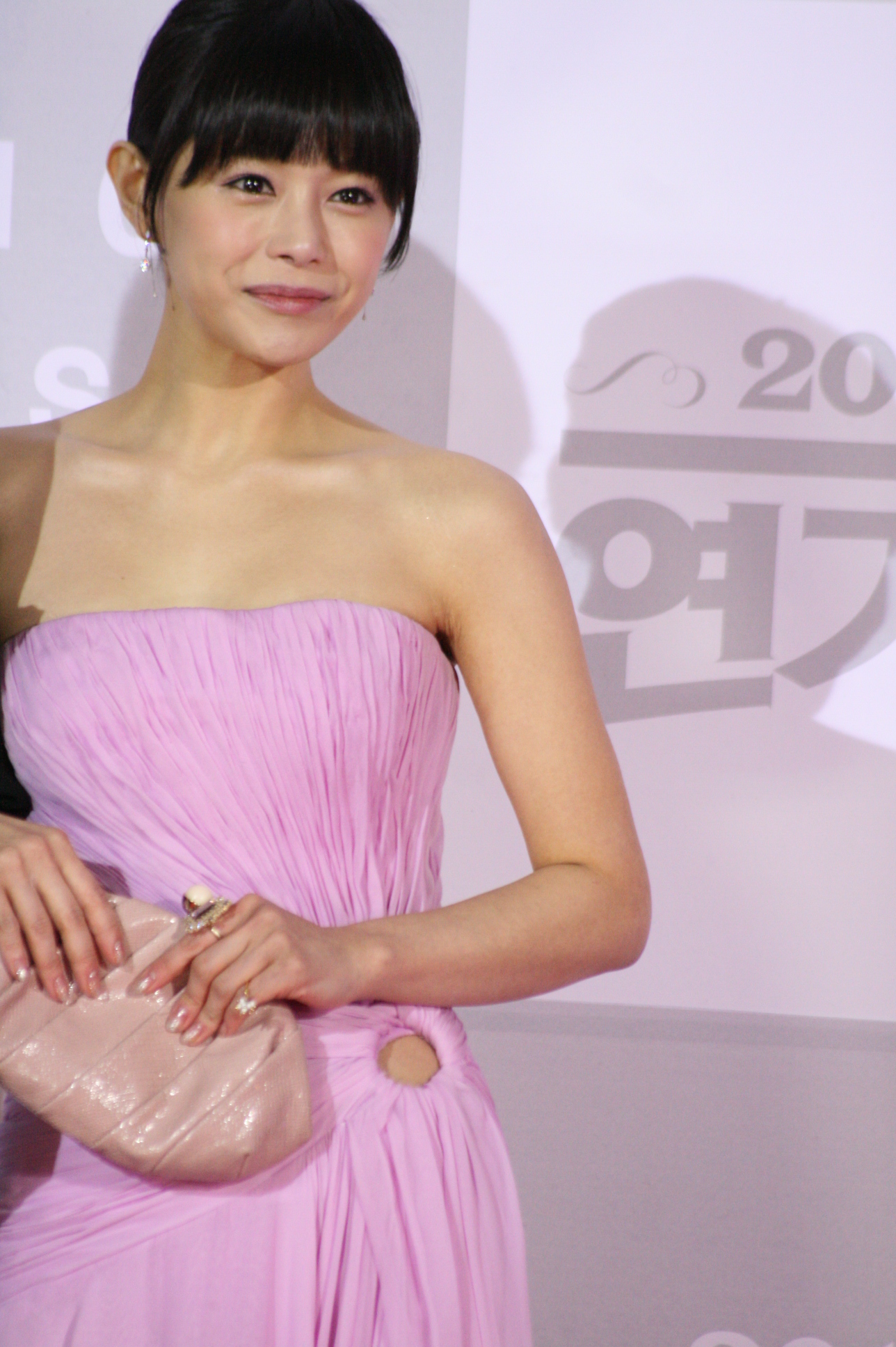
Lee Young-ah (2010) spielt Yoo Jung-in
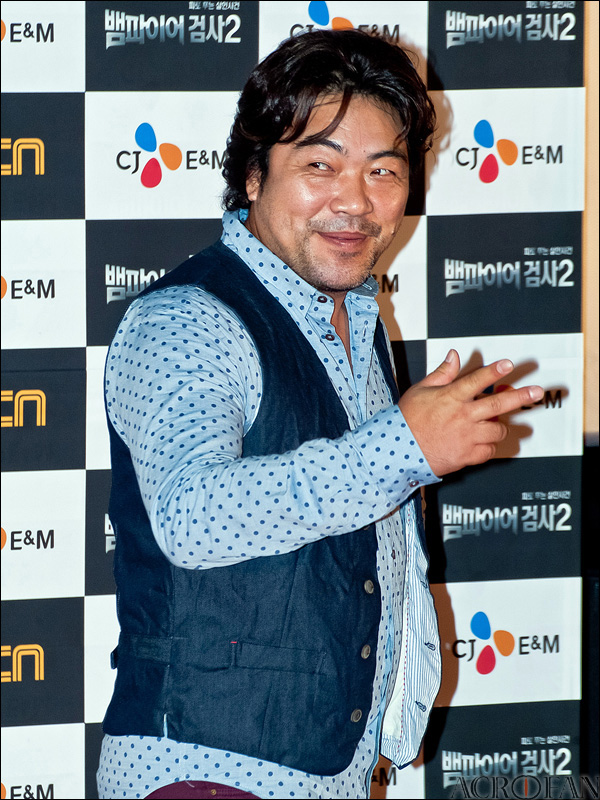
Lee Won-jong (2012) spielt Hwang Soon-bum
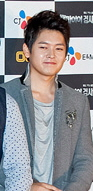
Kim Joo-young (2012) spielt Choi Dong-man

| Rolle          | Schauspieler   | Hauptrolle (Staffel) |
| -------------- | -------------- | -------------------- |
| Min Tae-yeon   | Yeon Jung-hoon | 1–2                  |
| Yoo Jung-in    | Lee Young-ah   | 1–2                  |
| Hwang Soon-bum | Lee Won-jong   | 1–2                  |
| Choi Dong-man  | Kim Joo-young  | 1–2                  |

### Nebenbesetzung
| Rolle         | Schauspieler     | Nebenrolle (Folge) |
| ------------- | ---------------- | ------------------ |
| La Jae-wook   | Park Jae-hoon    | 1.01–2.11          |
| Jang Chul-oh  | Jang Hyun-sung   | 1.01–2.10          |
| Soo-hee       | Kim Ye-jin       | 1.01–1.12          |
| Hoon Park     | Jung Hwan        | 1.01–2.05          |
| Jo Jung-hyun  | Lee Kyeong-yeong | 2.01–2.11          |
| Hyun-ah Joo   | Kim Bo Young     | 2.01–2.11          |
| Lee Ji-ae     | Kim Ji-young     | 2.03–2.11          |
| L             | Kwon Hyun-sang   | 2.05–2.11          |
| Yoon Ji-hee   | Jang Young-nam   | 1.04–1.11          |
| Luna Yukiko   | Yuriko Yoshitaka | 2.02–2.11          |
| Präsident Gum | Choi Yong-min    | 1.01–1.02          |
| Yoo Won-kook  | Kim Eung-soo     | 1.08–1.09          |

## Ausstrahlung
Die Fernsehserie hatte in ihrer Zeitspanne die höchsten Einschaltquoten aller koreanischen Kabelkanäle in 11 aufeinanderfolgenden Wochen. Sie hatte einen Spitzenwert von 4 % der Zuschauer, den höchsten Wert für ein koreanisches Drama auf einem Kabelkanal im Jahr 2011. Die Fernsehserie wurde in verschiedenen Ländern ausgestrahlt, unter anderem in Japan und der Türkei. In den USA wurde Vampire Prosecutor auf Netflix gezeigt.

## Veröffentlichung
Die Serie wurde auf DVD veröffentlicht. Es gibt eine koreanische, eine japanische und eine französische DVD-Veröffentlichung.

## Auszeichnungen
Drama Fever Award
- 2012: Bester Bösewicht (Kwon Hyun-sang als Vampir L)[21]

## Spin Off
Ende 2013 gab der Fernsehsender OCN bekannt, dass 2014 ein Spin Off der Fernsehserie Vampire Prosecutor produziert werde, unter dem Namen The Vampire. Der endgültige Name der Nachfolgeserie lautete The Vampire Detective, Ausstrahlung war 2016.

## Episodenliste

### Staffel 1
| Nr. (ges.) | Nr. (St.) | Deutscher Titel | Originaltitel          | Erstausstrahlung Südkorea | Deutschsprachige Erstausstrahlung (D) | Regie         | Drehbuch                    |
| ---------- | --------- | --------------- | ---------------------- | ------------------------- | ------------------------------------- | ------------- | --------------------------- |
| 1          | 1         | —               | Room with French Dolls | 2. Okt. 2011              | —                                     | Byung-Soo Kim | Jung-hoon Han, Eun-sun Kang |
| 2          | 2         | —               | Death Script           | 9. Okt. 2011              | —                                     | Byung-Soo Kim | Jung-hoon Han, Eun-sun Kang |
| 3          | 3         | —               | Pug's Memory Recall    | 16. Okt. 2011             | —                                     | Byung-Soo Kim | Jung-hoon Han, Eun-sun Kang |
| 4          | 4         | —               | Trauma                 | 23. Okt. 2011             | —                                     | Byung-Soo Kim | Jung-hoon Han, Eun-sun Kang |
| 5          | 5         | —               | Real Game              | 30. Okt. 2011             | —                                     | Byung-Soo Kim | Jung-hoon Han, Eun-sun Kang |
| 6          | 6         | —               | Fight Club             | 6. Nov. 2011              | —                                     | Byung-Soo Kim | Jung-hoon Han, Eun-sun Kang |
| 7          | 7         | —               | Syndrome               | 13. Nov. 2011             | —                                     | Byung-Soo Kim | Jung-hoon Han, Eun-sun Kang |
| 8          | 8         | —               | Moon                   | 20. Nov. 2011             | —                                     | Byung-Soo Kim | Jung-hoon Han, Eun-sun Kang |
| 9          | 9         | —               | Good Friends           | 27. Nov. 2011             | —                                     | Byung-Soo Kim | Jung-hoon Han, Eun-sun Kang |
| 10         | 10        | —               | Marry                  | 4. Dez. 2011              | —                                     | Byung-Soo Kim | Jung-hoon Han, Eun-sun Kang |
| 11         | 11        | —               | The Final Part 1       | 11. Dez. 2011             | —                                     | Byung-Soo Kim | Jung-hoon Han, Eun-sun Kang |
| 12         | 12        | —               | The Final Part 2       | 18. Dez. 2011             | —                                     | Byung-Soo Kim | Jung-hoon Han, Eun-sun Kang |

### Staffel 2
| Nr. (ges.) | Nr. (St.) | Deutscher Titel | Originaltitel              | Erstausstrahlung Südkorea | Deutschsprachige Erstausstrahlung (D) | Regie         | Drehbuch                    |
| ---------- | --------- | --------------- | -------------------------- | ------------------------- | ------------------------------------- | ------------- | --------------------------- |
| 13         | 1         | —               | The History of Violence    | 9. Sep. 2012              | —                                     | Seon Dong Yoo | Jung-hoon Han, Eun-sun Kang |
| 14         | 2         | —               | Good Luck                  | 16. Sep. 2012             | —                                     | Seon Dong Yoo | Jung-hoon Han, Eun-sun Kang |
| 15         | 3         | —               | What Ties of Friendship    | 23. Sep. 2012             | —                                     | Seon Dong Yoo | Jung-hoon Han, Eun-sun Kang |
| 16         | 4         | —               | Interview with the Vampire | 30. Sep. 2012             | —                                     | Seon Dong Yoo | Jung-hoon Han, Eun-sun Kang |
| 17         | 5         | —               | Trap                       | 7. Okt. 2012              | —                                     | Seon Dong Yoo | Jung-hoon Han, Eun-sun Kang |
| 18         | 6         | —               | Models                     | 14. Okt. 2012             | —                                     | Seon Dong Yoo | Jung-hoon Han, Eun-sun Kang |
| 19         | 7         | —               | Stalker                    | 21. Okt. 2012             | —                                     | Seon Dong Yoo | Jung-hoon Han, Eun-sun Kang |
| 20         | 8         | —               | Rude Min Tae-yeon          | 28. Okt. 2012             | —                                     | Seon Dong Yoo | Jung-hoon Han, Eun-sun Kang |
| 21         | 9         | —               | Cold Blood vs Bad Blood    | 4. Nov. 2012              | —                                     | Seon Dong Yoo | Jung-hoon Han, Eun-sun Kang |
| 22         | 10        | —               | Birth of a Devil           | 11. Nov. 2012             | —                                     | Seon Dong Yoo | Jung-hoon Han, Eun-sun Kang |
| 23         | 11        | —               | Return of the Vampire      | 18. Nov. 2012             | —                                     | Seon Dong Yoo | Jung-hoon Han, Eun-sun Kang |